# Відбілювальні глини

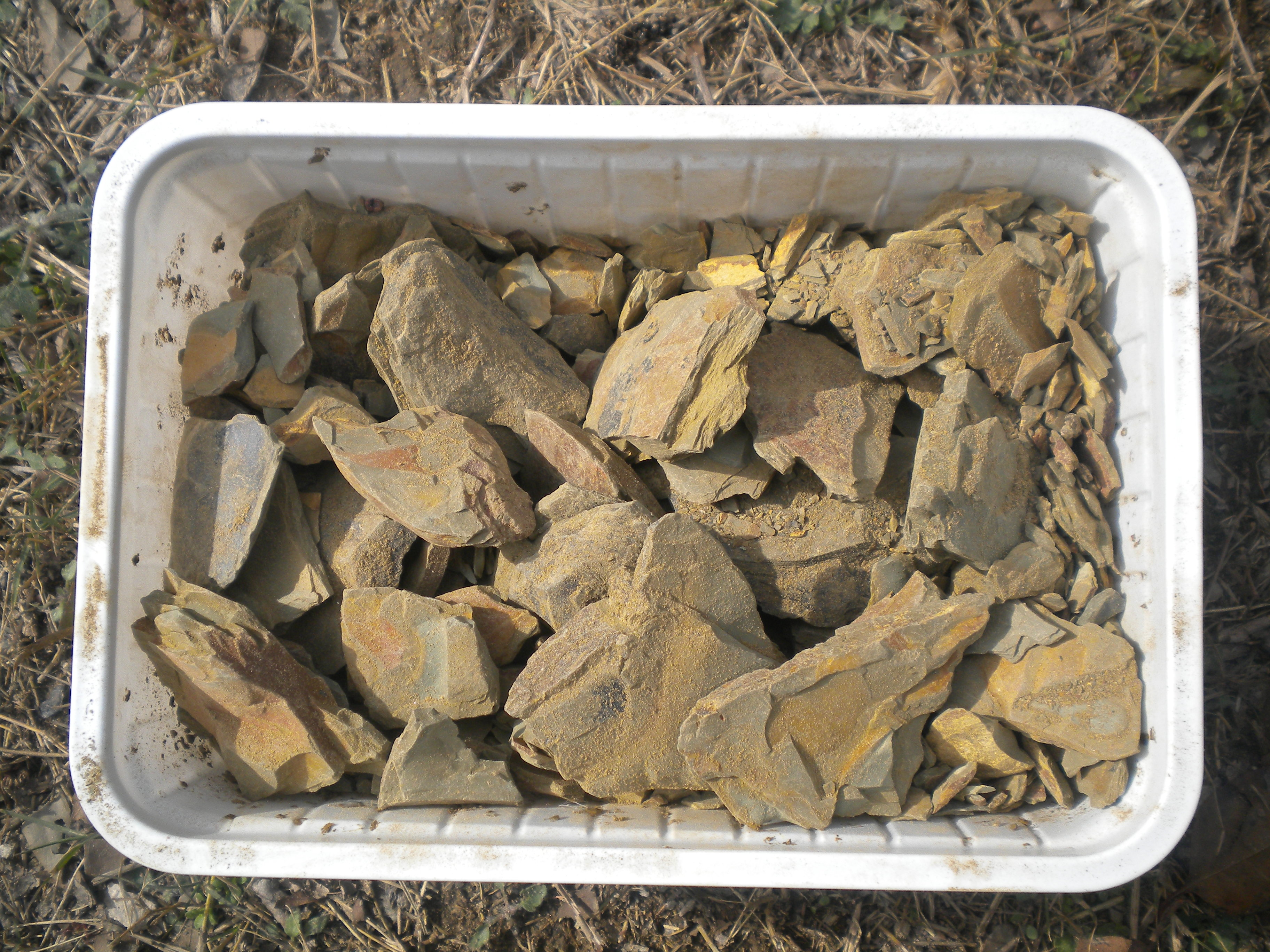
Сукновальна глина з Пакистану

Відбі́лювальні гли́ни, сукновальні глини, фулерова земля, (англ. bleaching clays, Fuller's earth; нім. Bleichtone m pl, Bleicherde f) — гірські породи з різко вираженими сорбційними властивостями. Їх здатність поглинати високомолекулярні речовини (пігменти, слиз, каламуті, смоли та інші) дозволяє застосовувати їх для очищення різних речовин, головним чином рідин, вод, фарбувальних та інших шкідливих і забруднювальних речовин.
Відбілювальні глини представлені бентонітовими глинами монтморилонітового складу або кременистими породами (діатоміт, трепел, опока).
Відбілювальні глини використовуються головним чином при очищенні і крекінгу нафти, олій, жирів, оцту, вин, фруктових соків, вітамінів, антибіотиків.
На території України існують поклади у Криму.